# Luftseilbahn Haifa Cable Car
| Trasse der Rakkavlit |                    |                                                                                    |                                                                                    |
| Standort: | Haifa, Israel      |                                                                                    |                                                                                    |
| Bauart: | Umlaufbahn         |                                                                                    |                                                                                    |
| Berg: | Karmel             |                                                                                    |                                                                                    |
| Talstation: | Merkasit haMifratz |                                                                                    |                                                                                    |
| Höhendifferenz: | 472 m              |                                                                                    |                                                                                    |
| Bergstation: | Haifa University   |                                                                                    |                                                                                    |
| Streckenlänge: | 4321 m             |                                                                                    |                                                                                    |
| Fahrdauer: | 20 min             |                                                                                    |                                                                                    |
| Anzahl der Gondeln: | 150 Stk.           |                                                                                    |                                                                                    |
| \| \| \| \| \| \| \| \| ↓ Küstenbahn der Hauptlinie von Naharija ↓ Akko– (1932–48) und HBT-Linie (1941–48) \| \| \| \| \| \| \| \| \| \| ← Neue Jesre'eltalbahn von Beit Sche'an \| \| \| \| \| Haifa Merkasit haMifratz seit 2001 \| \| \| \| \| ← Haifa-Merkaz und weiter nach Tel Aviv \| \| \| \| \| Check Post (צ'ק פוסט) \| \| \| \| \| (Rechov) Dori \| \| \| \| \| Technion Merkaz (Central Technion) \| \| \| \| \| Technion ʿEljon (Upper Technion) \| \| \| \| 4,5 \| Universiṭat Chejfah (Haifa University) \| Universiṭat Chejfah (Haifa University) \| \| \| \| \| \| \| Quellen: Presseerklärung vom 29. März 2022 \| \| \| \| |                    |                                                                                    |                                                                                    |
| |                    |                                                                                    |                                                                                    |
| Strecke |                    | ↓ Küstenbahn der Hauptlinie von Naharija ↓ Akko– (1932–48) und HBT-Linie (1941–48) | ↓ Küstenbahn der Hauptlinie von Naharija ↓ Akko– (1932–48) und HBT-Linie (1941–48) |
| |                    |                                                                                    |                                                                                    |
| Strecke · Strecke von links |                    | ← Neue Jesre'eltalbahn von Beit Sche'an                                            | ← Neue Jesre'eltalbahn von Beit Sche'an                                            |
| Bahnhof · Kopfbahnhof Streckenanfang · Bahnhof |                    | Haifa Merkasit haMifratz seit 2001                                                 | Haifa Merkasit haMifratz seit 2001                                                 |
| Abzweig quer und nach rechts · Kreuzung links · Strecke nach rechts |                    | ← Haifa-Merkaz und weiter nach Tel Aviv                                            | ← Haifa-Merkaz und weiter nach Tel Aviv                                            |
| Haltepunkt / Haltestelle |                    | Check Post (צ'ק פוסט)                                                              | Check Post (צ'ק פוסט)                                                              |
| Haltepunkt / Haltestelle |                    | (Rechov) Dori                                                                      | (Rechov) Dori                                                                      |
| Haltepunkt / Haltestelle |                    | Technion Merkaz (Central Technion)                                                 | Technion Merkaz (Central Technion)                                                 |
| Haltepunkt / Haltestelle |                    | Technion ʿEljon (Upper Technion)                                                   | Technion ʿEljon (Upper Technion)                                                   |
| Kopfbahnhof Streckenende | 4,5                | Universiṭat Chejfah (Haifa University)                                             | Universiṭat Chejfah (Haifa University)                                             |
| |                    |                                                                                    |                                                                                    |
| Quellen: Presseerklärung vom 29. März 2022 |                    |                                                                                    |                                                                                    |

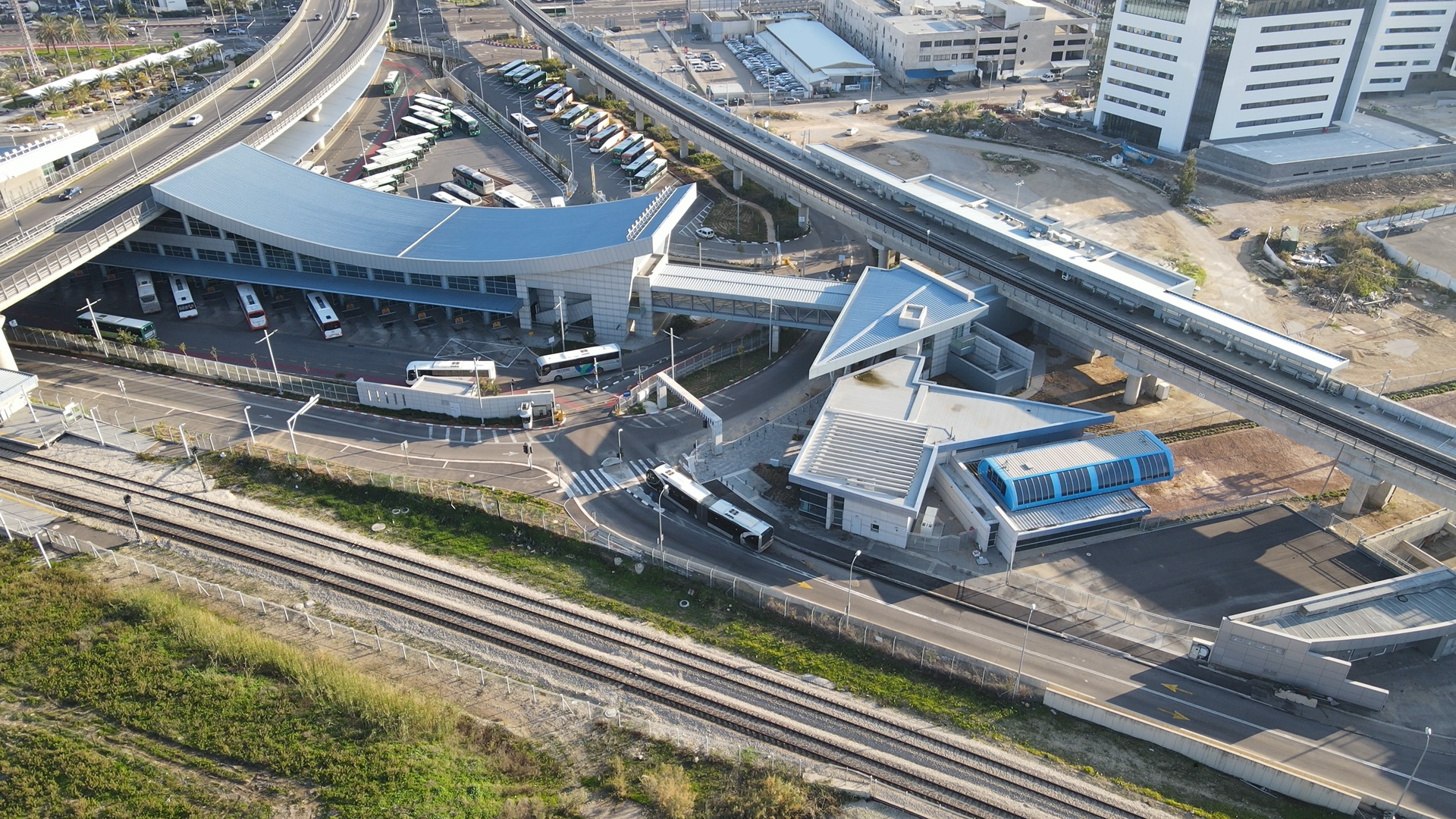
Talstation Merkasit haMifratz (rechts) unter dem Hochbahnhof der Jesreeltalbahn, beide verbunden mit der Halle über dem Busbahnhof, an die ganz links der Bahnsteig der Hauptlinie anschließt, 2020

Die Luftseilbahn Haifa Cable Car (hebräisch הָרַכַּבְלִית haRakkavlīt) ist eine Luftseilbahn in Haifa. Es ist die erste Luftseilbahn in Israel, die für den ÖPNV und nicht für touristische Zwecke geplant und gebaut wurde. Die Bahn verkehrt integriert im Tarifsystem des ÖPNV von Haifa. Die israelisch-türkische Firma Cable Express (כַּבֶּל אֶקְסְפְרֶס Kabbel Eqspres) ist Betreiberin der Luftseilbahn ha-Rakkavlit. 

## Geografie

### Geografische Lage
Das Stadtgebiet von Haifa besteht aus einem schmalen Küstenstreifen am Mittelmeer und dem dahinter über mehrere hundert Meter steil aufsteigenden Karmelgebirge mit einem Höhenunterschied von nahezu 500 Metern. Die Überwindung dieses Höhenunterschiedes auf serpentinenreichen Straßen im Stadtverkehr ist sehr zeitaufwändig.

### Streckenverlauf
Die Seilbahn beginnt an der Bergstation Universiṭat Chejfah (hebräisch אוּנִיבֶרְסִיטַת חֵיפָה Ūnīverssīṭat Chejfah) am Campus der Universität Haifa auf dem Hochplateau des Karmels von dort abwärts gefolgt von den Stationen am neuen Campus des Technions:Technion ʿEljon (טֶכְנִיּוֹן עֶלְיוֹן; Upper Technion – Oberes Technion) und Technion Merkaz (טֶכְנִיּוֹן מֶרְכָּז; Central Technion – Technion Zentrum). Die folgende Station (Rechov) Dori (רְחוֹב דוֹרִי) erreicht die Seilbahn am mittleren Karmelhang in einer Kurve des gleichnamigen Rechov Dori. Steil hinab geht es zur Station Check Post (צֶ'ק פּוֹסְט Čeq Pōsṭ) am Fuß des Karmels. Dort biegt die Strecke in einem 90°-Winkel zur Talstation ab. Die befindet sich im Knotenpunkt des ÖPNV, Merkasit haMifratz, der den Busbahnhof und einen Turmbahnhof der Israel Railways für die Bahnstrecke Haifa–Bet Sche’an (Jesreeltalbahn; obere Ebene) und die Bahnstrecke Naharija–Be’er Sheva (untere Ebene) einschließt. Von hier soll auch die geplante Stadtbahn nach Nazareth ihren Ausgang nehmen.

## Bezeichnung
Die hebräisch-sprachige Bezeichnung haRakkavlit (etwa: „die Kabelbahn“) ist ein Kofferwort, eine Verbindung von hebräisch כַּבֶּל Kabel in einer Worterweiterung mit der näherungsweisen Bedeutung die Kabelgeleitete und hebräisch רַכֶּבֶת Rakkevet, deutsch ‚[Eisen]Bahn‘.

## Geschichte
Eine erste „Abkürzung“ zwischen den auf Meereshöhe gelegenen und den oberen Stadtteilen stellte seit 1959 die unterirdisch geführte Standseilbahn Karmelit her. Abgesehen von der begrenzten Kapazität der Anlage machte sich deren über zwei Jahre erstreckende Ausfall nach einem Brand 2017 sehr negativ für den Verkehr zwischen den beiden Höhenebenen der Stadt bemerkbar. Die Planungen für die Haifa Cable Car begannen aber schon 13 Jahre vorher, so dass die Grundsteinlegung für die neue Verbindung am 27. Juni 2017 vorgenommen werden konnte. Israel Roads Ltd. trat als Bauherr auf, ausführende Firma war die österreichische Doppelmayr/Garaventa-Gruppe. Die Strecke ging am 11. April 2022 in Betrieb.

## Technische Parameter
Die Bahn überwindet auf einer Länge von 4321 m einen Höhenunterschied von 472 m. 150 Kabinen für jeweils 10 Personen laufen um und folgen in einem Abstand von 15 Sekunden. Die Fahrgeschwindigkeit beträgt 18 km/h, die Fahrzeit über die Gesamtstrecke etwa 19 Minuten. Die Anlage hat eine Kapazität von 2400 Personen in der Stunde und ist 19 Stunden täglich in Betrieb.
Hersteller dieser Seilbahn ist Doppelmayr/Garaventa aus Österreich.